# 笠岡市立大島中学校
笠岡市立大島中学校（かさおかしりつ おおしまちゅうがっこう）は、岡山県笠岡市大島中にある公立中学校。全校生徒72人

## 沿革
- 1947年（昭和22年） - 浅口郡大島村立大島中学校として開校。
- 1955年（昭和30年） - 笠岡市立大島中学校と改称。
- 1990年（平成2年） - 新校舎が完成。

## 部活動
- ソフトテニス部
- 卓球部
- バドミントン部
- 生物部（カブトガニ保護少年団）